# Kanker (plantkunde)

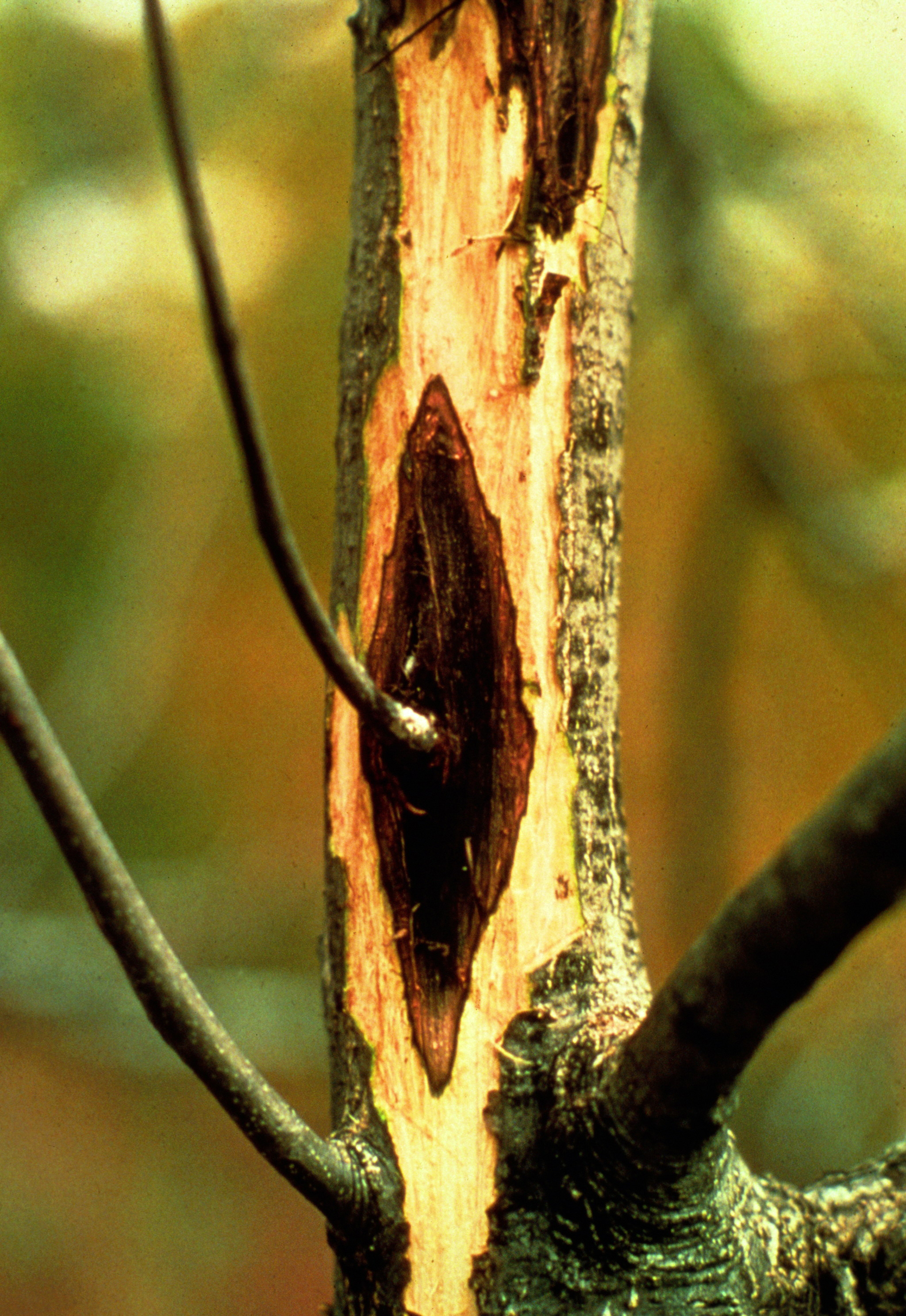
Boternootkanker is een dodelijke ziekte van de boternoot.

Kanker of plantkanker, in het Engels canker, verwijst doorgaans naar diverse soorten plantenziektes die zich op een gelijksoortige wijze manifesteren. Enkele van deze ziektes hebben slechts beperkte gevolgen, andere lijden onherroepelijk tot plantsterfte, waardoor de economische gevolgen zwaarwegend kunnen zijn voor de land- en tuinbouwsector. Dier oorzaken liggen in schimmels, bacteriën, mycoplasma en virussen. De meerderheid van de plantkanker veroorzakende organismen zijn gebonden aan een specifieke soort of geslacht, maar een aantal soorten vallen ook andere planten aan. Plantkanker kan worden verspreid door onder andere weersinvloeden en dieren. Ook al kunnen fungicides of bactericides een aantal plantkankers behandelen, veelal is de enige behandeling om de aangetaste plant te vernietigen om zo de ziekte in de hand te houden en verspreiding te voorkomen.

## Voorbeelden

### Veroorzaakt door bacteriën
- Bacteriekanker, veroorzaakt door Pseudomonas syringae — (bij meerdere soorten)
- Populierenkanker, veroorzaakt door Xanthomonas populi
- Kastanjebloedingsziekte, veroorzaakt door Pseudomonas syringae
- Citruskanker, veroorzaakt door Xanthomonas axonopodis

### Veroorzaakt door schimmels
- Vruchtboomkanker, veroorzaakt door Neonectria galligena — (bij meerdere soorten)
- Boternootkanker, veroorzaakt door Sirococcus clavigignenti-juglandacearum
- Cipressenkanker, veroorzaakt door Seiridium cardinale
- Schuimbastkanker bij Californische eiken, veroorzaakt door Geosmithia putterillii
- Kornoeljeanthracnose (gaten in bladeren) bij Amerikaanse Kornoelje, veroorzaakt door Discula destructiva
- Eutypiose bij druiven, veroorzaakt door Eutypa lata
- Valse christusdoornkanker, veroorzaakt door Thyronectria austro-americana

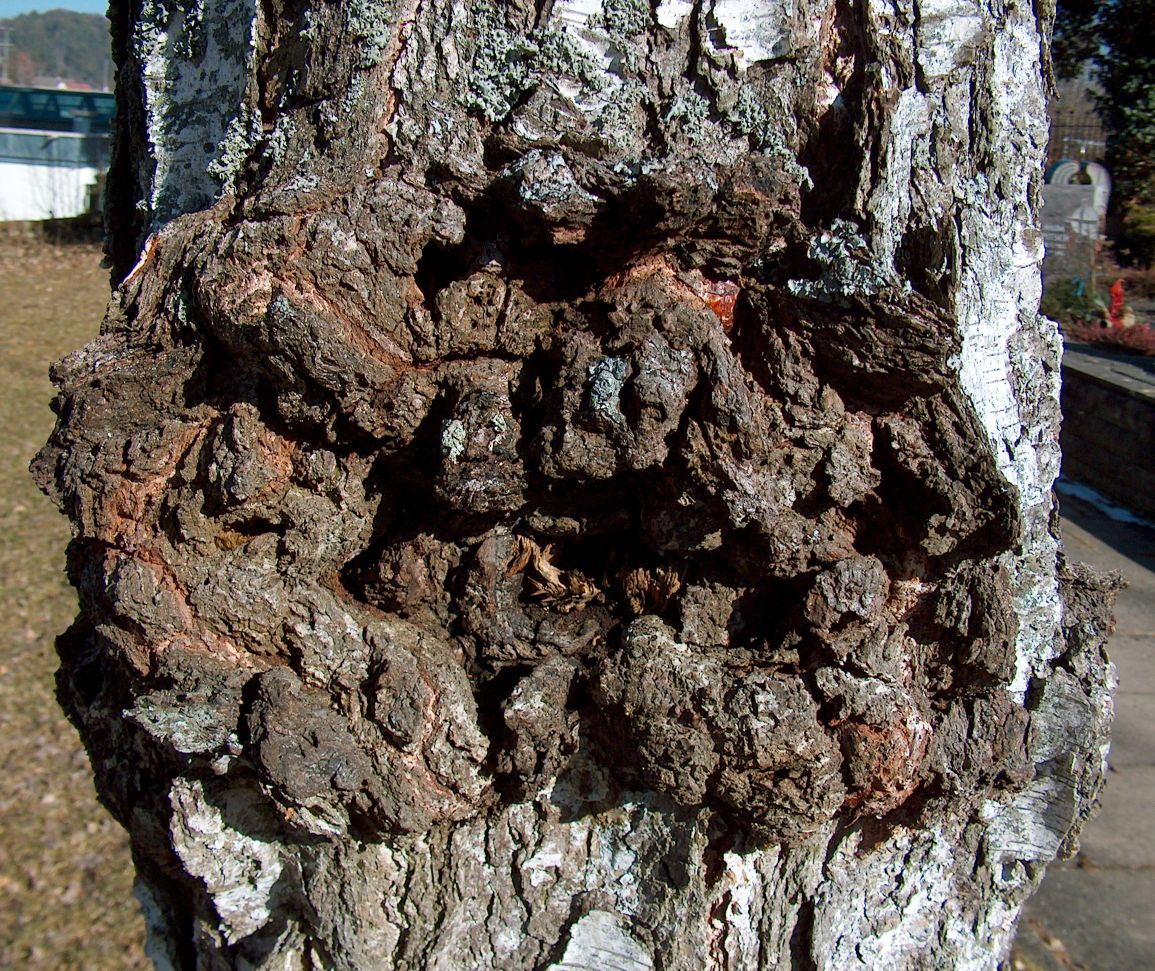
Berkkanker
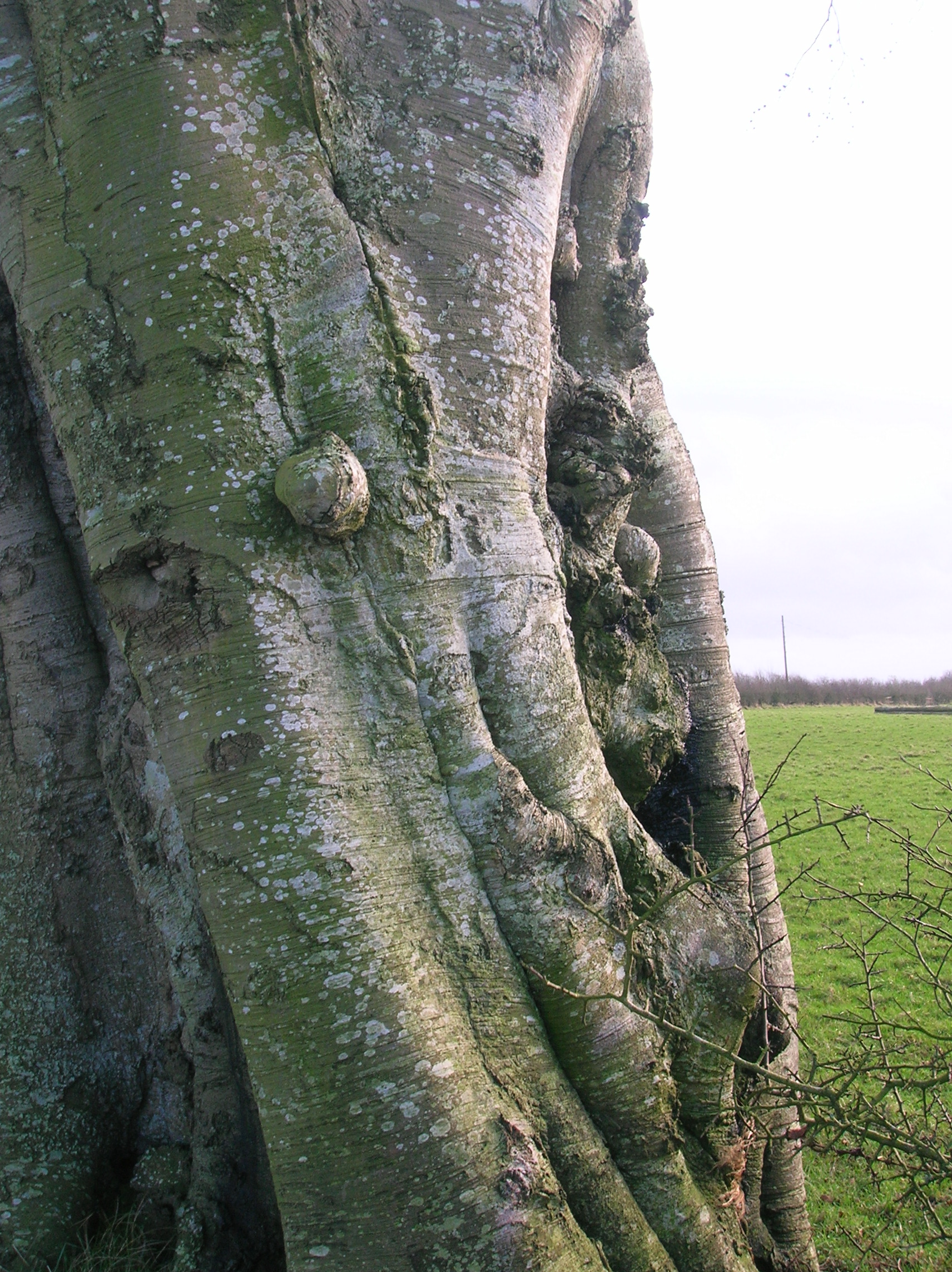
Beukenkanker.
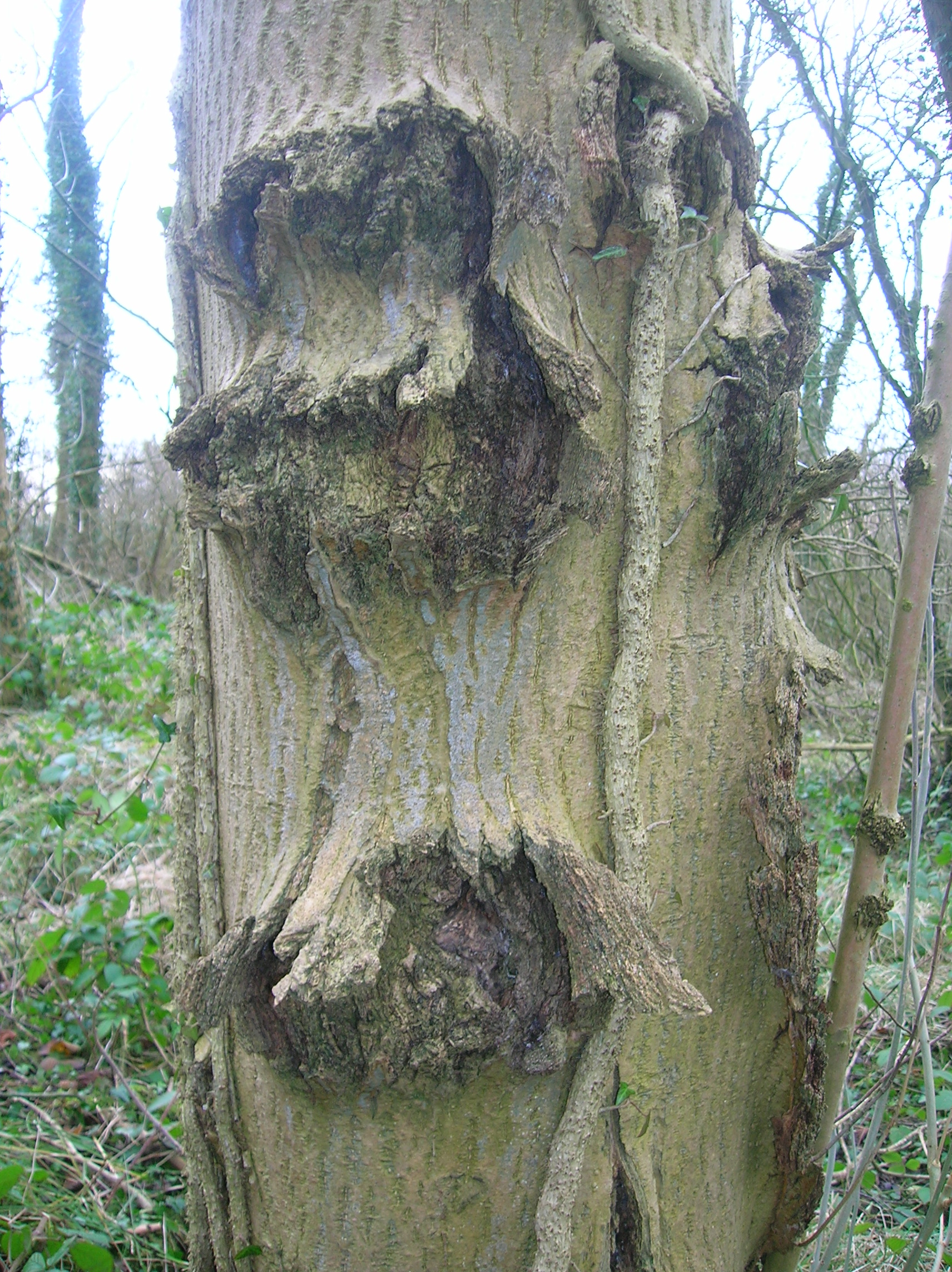
Eskanker